# Nuestra Bandera
Nuestra Bandera és una revista fundada en 1937 pel Partit Comunista d'Espanya, és la revista teòrica i de debat del Partit Comunista d'Espanya, de periodicitat trimestral, dedicada a anàlisis socials, culturals i polítics des d'un punt de vista marxista,. Amb el número 154, de gener de 1993, va passar a dir-se Utopías, Nuestra Bandera.